# إدارة النظام البيئي

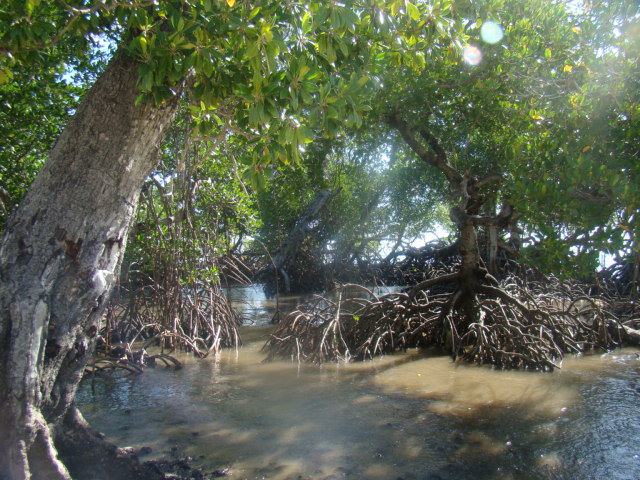

إدارة النظام البيئي هي عملية تهدف إلى الحفاظ على خدمات النظام البيئي الرئيسية واستعادة الموارد الطبيعية مع تلبية الاحتياجات الاجتماعية الاقتصادية والسياسية والثقافية للأجيال الحالية والمقبلة.
الهدف الرئيسي من إدارة النظام البيئي هو الرعاية الفعالة والاستخدام الأخلاقي للموارد الطبيعية. إدارة النظام البيئي هي نهج متعدد الأوجه وكلي يتطلب تغييرًا كبيرًا في كيفية تحديد البيئات الطبيعية والبشرية.
تشارك عدة مناهج للإدارة الفعالة للنظام البيئي في جهود الحفظ على المستويين المحلي والإقليمي، وتشمل الإدارة التكيفية، وإدارة الموارد الطبيعية، والإدارة الاستراتيجية، وإدارة القيادة والتحكم.

## الصياغات التعريفية
هناك مجموعة متنوعة من التعريفات: عرّف روبرت تي. لاكي إدارة النظام البيئي بأنها «تطبيق المعلومات الاجتماعية والبيئية، والخيارات، والقيود لتحقيق المنافع الاجتماعية المرغوبة داخل منطقة جغرافية محددة وعلى مدى فترة محددة». عرّف إف. ستيوارت شابن ومساعدوه إدارة النظام البيئي بأنها «تطبيق العلوم البيئية على إدارة الموارد لتعزيز الاستدامة طويلة المدى للنظم البيئية، وتوفير منافع النظام البيئي وخدماته الأساسية»، في حين عرّفها نورمان كريستنسن ومساعدوه بأنها «إدارة مدفوعة بأهداف واضحة، تُنفذ عبر سياسات وبروتوكولات وممارسات، وجعلها قابلة للتكيف من خلال الرصد والبحث القائمين على فهمنا الأفضل للتفاعلات والعمليات البيئية اللازمة للحفاظ على بنية النظام البيئي ووظيفته». عرّف بيتر بروسارد وزملاؤه إدارة النظام البيئي بأنها «إدارة المناطق على نطاقات مختلفة بطريقة تكفل الحفاظ على خدمات النظام البيئي والموارد البيولوجية، مع الحفاظ على الاستخدام البشري المناسب وخيارات كسب الرزق في الوقت نفسه».
إن تعريفات إدارة النظام البيئي غامضة عادة. تحدد عدة مبادئ أساسية المفهوم، وتوفر له المعنى العملي:
1. تعكس إدارة النظام البيئي مرحلة في التطور المستمر للقيم والأولويات الاجتماعية؛ إنها ليست بداية ولا غاية.
2. تعتمد إدارة النظام البيئي على المكان، ويجب تحديد حدود المكان بوضوح وبشكل رسمي.
3. ينبغي أن تحافظ إدارة النظام البيئي على النظم البيئية في حالة ملائمة لتحقيق المنافع الاجتماعية المرجوة.
4. ينبغي أن تستفيد إدارة النظام البيئي من قدرة النظم البيئية على الاستجابة لمجموعة متنوعة من عوامل الإجهاد الطبيعية والاصطناعية، مع الأخذ بعين الاعتبار أن لجميع النظم البيئية قدرة محدودة على استيعاب عوامل الإجهاد والحفاظ على الحالة المرغوبة.
5. قد تؤدي إدارة النظام البيئي أو لا تؤدي إلى التركيز على التنوع الحيوي.

ينبغي تعريف مصطلح الاستدامة، إن استُخدم على الإطلاق في إدارة النظام البيئي، بوضوح؛ على وجه التحديد، الإطار الزمني للعناية، وفوائد وتكاليف العناية، والأولوية النسبية للفوائد والتكاليف.
تُعد المعلومات العلمية مهمة للإدارة الفعالة للنظام البيئي، ولكنها عنصر واحد فقط في عملية صنع القرار التي تُعد أساسًا واحدة من الخيارات العامة والخاصة.
أحد المبادئ الأساسية هو الاستدامة طويلة المدى من أجل إنتاج المنافع والخدمات عبر النظام البيئي؛ «الاستدامة بين الأجيال شرط مسبق وأساسي للإدارة، وليست فكرة ثانوية طارئة». يتطلب ذلك أيضًا أهدافًا واضحة في ما يتعلق بمسارات النظام الذي تجري إدارته في المستقبل وسلوكه. تتضمن المتطلبات الهامة الأخرى فهمًا بيئيًا سليمًا للنظام، بما في ذلك الترابط والديناميكيات البيئية والسياق الذي يتأصل فيه النظام. من المهم أيضًا فهم دور البشر بصفتهم مكونات للنظم البيئية واستخدام الإدارة التكيفية. في حين يمكن استخدام إدارة النظام البيئي بصفتها جزءًا من خطة لحفظ البيئة البرية، فمن الممكن استخدامها أيضًا في النظم البيئية المدارة على نحو مستفيض.
لا تزال إدارة النظام البيئي، بوصفها مفهومًا من مفاهيم إدارة الموارد الطبيعية، غامضة ومثيرة للجدل، ويرجع ذلك جزئيًا إلى أن بعض صياغاتها تستند إلى تأكيدات سياسية وعلمية متنازع عليها. هذه التأكيدات مهمة لفهم الكثير من الصراع المحيط بإدارة النظام البيئي. كثيرًا ما يخفي مديرو الموارد الطبيعية المحترفون، الذين يعملون عادة من داخل البيروقراطيات الحكومية والمنظمات المهنية، النقاش حول التأكيدات المثيرة للجدل، بتصوير إدارة النظام البيئي على أنها تطوّر لنُهج الإدارة السابقة.

## نبذة تاريخية
استخدمت قطاعات كبيرة من المجتمعات الإدارة المستدامة للنظام البيئي قبل آلاف السنين. لم يغير السكان الأصليون لأراضي الولايات المتحدة الأمريكية قبل وصول الأوروبيين النظمَ البيئية كثيرًا، لأنهم فضلوا التكيف معها بدلًا من تغييرها.

## الأطراف المعنيون
الأطراف المعنيون هم أفراد أو مجموعات من الناس يتأثرون بالقرارات والإجراءات البيئية، ولكن قد يملكون أيضًا سلطة التأثير على نتائج القرارات البيئية المتعلقة بإدارة النظام البيئي. تتطلب الطبيعة المعقدة للقرارات المتخذة في إدارة النظام البيئي، من المستوى المحلي إلى المستوى الدولي، مشاركة الأطراف المعنيين أصحاب المعارف والتصورات وقيم الطبيعة المتنوعة. غالبًا ما يكون للأطراف المعنيين مصالح مختلفة في خدمات النظام البيئي. هذا يعني أن الإدارة الفعالة للنظم البيئية تتطلب عملية تفاوض تنمي الثقة المتبادلة في القضايا ذات الاهتمام المشترك، بهدف إقامة شراكات ذات فائدة متبادلة.

## الإدارة التكيفية
تقوم الإدارة التكيفية على مفهوم مفاده أن التنبؤ بالتأثيرات/الاضطرابات المستقبلية لنظام بيئي ما يكون محدودًا وغير واضح. لذلك، فإن الهدف من الإدارة التكيفية هو إدارة النظام البيئي للمحافظة على أكبر قدر من السلامة البيئية، وأيضًا الاستفادة من ممارسات الإدارة التي لديها القدرة على التغيير استنادًا إلى الخبرات والرؤى الجديدة.
تهدف الإدارة التكيفية إلى تحديد أوجه عدم اليقين في إدارة النظام البيئي مع استخدام اختبار الفرضية لزيادة فهم النظام. في هذا الصدد، تشجع الإدارة التكيفية على التعلم من نتائج استراتيجيات الإدارة التي سبق تنفيذها. يضع مديرو النظام البيئي فرضيات بشأن النظام البيئي ووظائفه، ثم ينفذون تقنيات إدارة مختلفة لاختبار هذه الفرضيات. تُحلل التقنيات المنفذة لتقييم أي انحدار أو تحسن في أداء النظام البيئي الناشئ عن هذه التقنية. يسمح إجراء المزيد من التحليل بتعديل هذه التقنية إلى أن تلبي، على نحو ناجح، الاحتياجات البيئية للنظام البيئي. وعليه، تُعد الإدارة التكيفية أسلوب «تعلم بالممارسة» لإدارة النظام البيئي.
حققت الإدارة التكيفية نجاحًا متباينًا في مجال إدارة النظام البيئي، ربما لأن مديري النظام البيئي قد لا يكونون مزوّدين بمهارات صنع القرار اللازمة للاضطلاع بمنهجية الإدارة التكيفية. بالإضافة إلى ذلك، قد تتداخل الأولويات الاقتصادية والاجتماعية والسياسية مع قرارات الإدارة التكيفية. لهذا السبب، ينبغي أن تكون الإدارة التكيفية عملية اجتماعية وعلمية، تركز على الاستراتيجيات المؤسسية مع تنفيذ تقنيات الإدارة التجريبية.